# Hyporhagus leechi
Hyporhagus leechi es una especie de coleóptero de la familia Monommatidae.

## Distribución geográfica
Habita en California (Estados Unidos).